# Imbersago
Imbersago est une commune de la province de Lecco, dans la région Lombardie, en Italie.

## Administration
| Période                                  | Période | Identité           | Étiquette | Qualité |
| ---------------------------------------- | ------- | ------------------ | --------- | ------- |
|                                          |         | Giovanni Ghislandi |           |         |
| Les données manquantes sont à compléter. |         |                    |           |         |

### Communes limitrophes
Calco, Merate, Robbiate, Villa d'Adda.